# Secreción vaginal
La secreción vaginal es un término dado a los líquidos biológicos contenidos en o fuera de la vagina.
Si bien algunos tipos de secreciones son normales y reflejan las diferentes etapas del ciclo de una mujer, algunas pueden ser un resultado de infecciones, como las enfermedades de transmisión sexual.
| Ejemplo              | Características                    | Notas                                                 |
| -------------------- | ---------------------------------- | ----------------------------------------------------- |
| Ciclo                | Espeso y blanco, inodoro           | Ocurre al principio y al final del ciclo y es normal. |
| Ovulación            | Transparente y elástico            | Ocurre durante la ovulación.                          |
| Candidiasis          | Espeso, blanco                     | Inflamación de cérvix.                                |
| Tricomoniasis        | Copioso, verde, espumoso           | Cuello uterino                                        |
| Gonorrea             | Blanco cremoso o amarillo, inodoro | -                                                     |
| Clamidia             | Purulenta, maloliente              |                                                       |
| Vaginosis bacteriana | Espesa, gris o verde               | Común posiblemente                                    |